# DAF

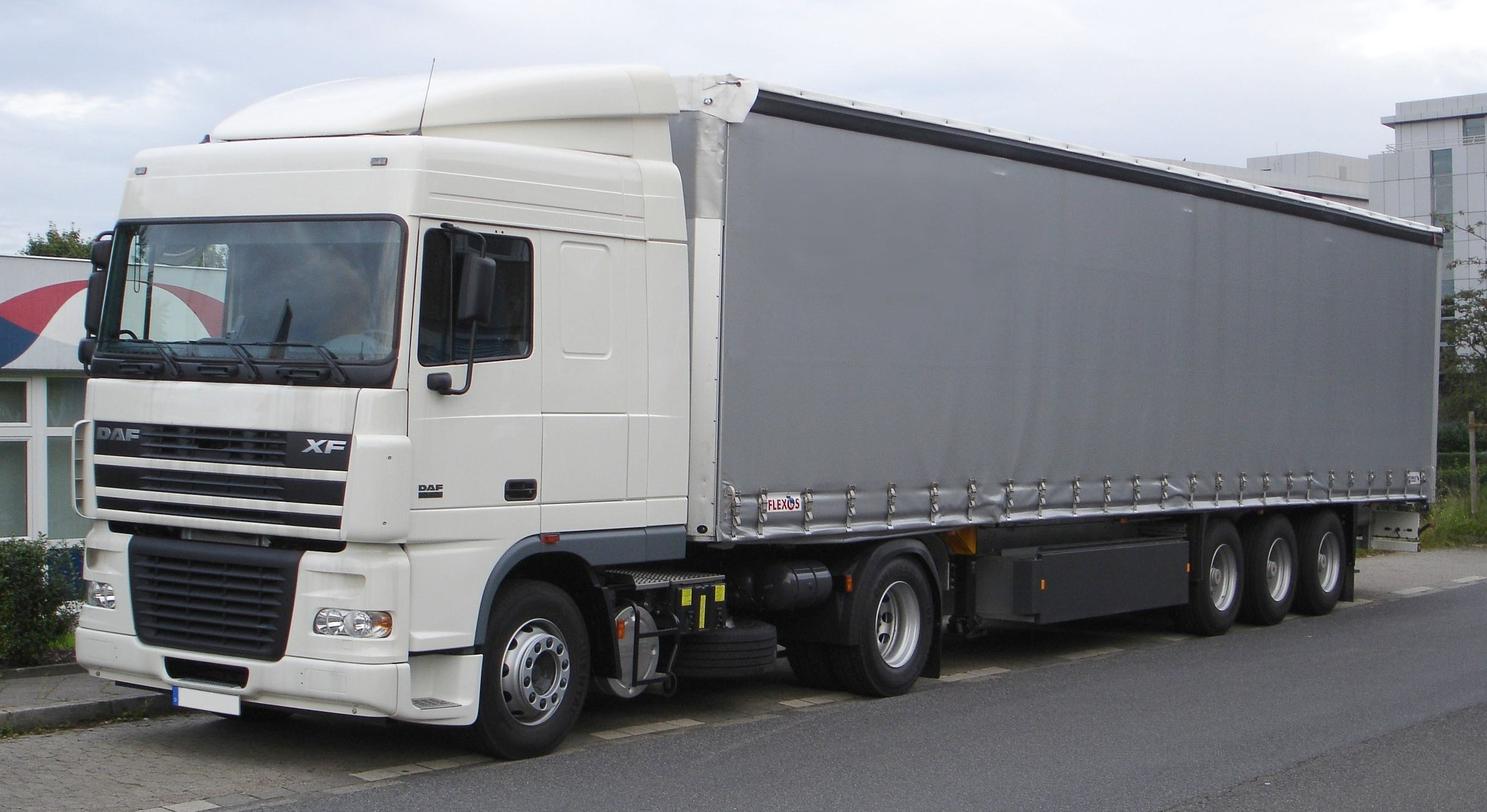
DAF XF95.

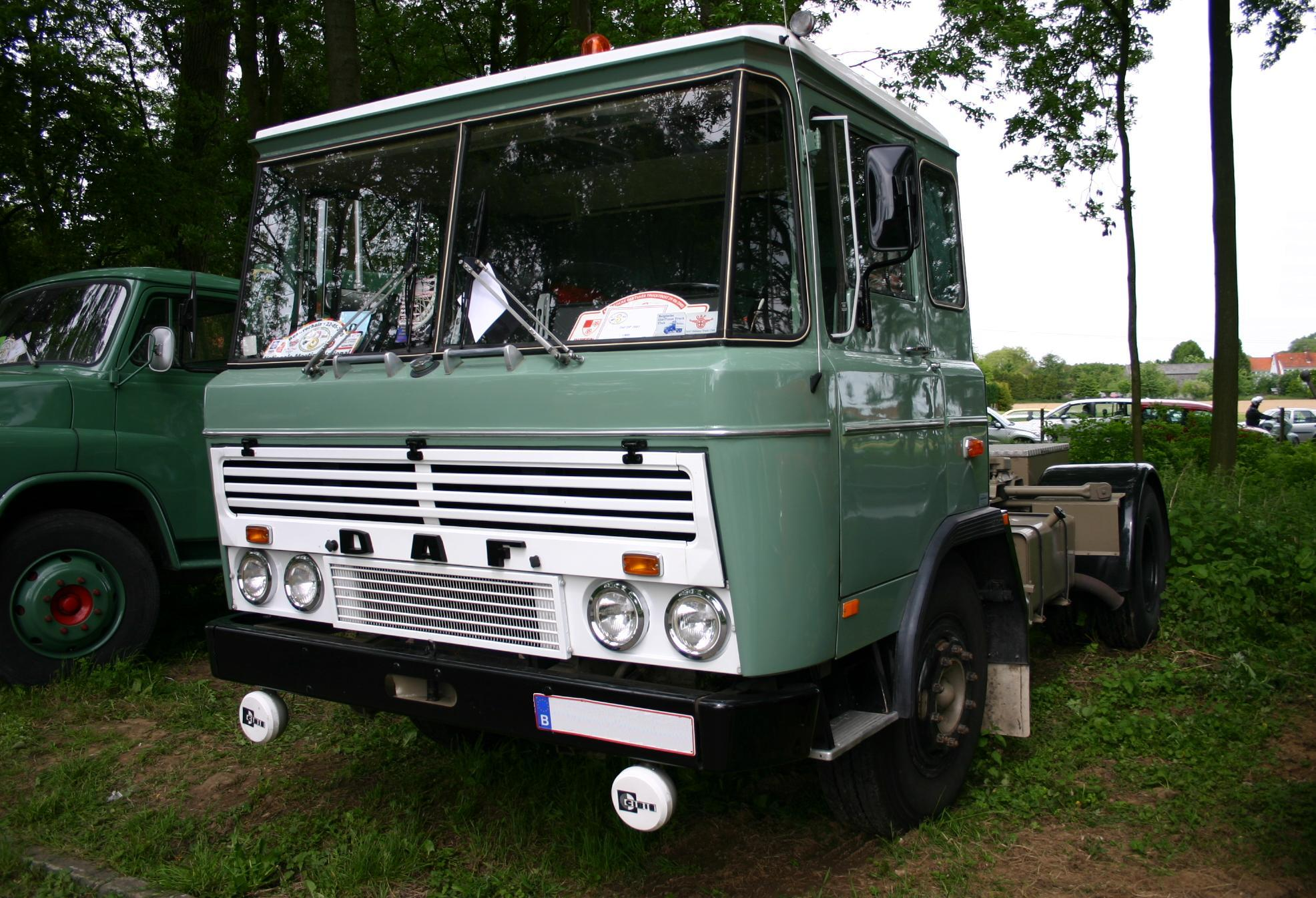
DAF 2600, Europas första "moderna" lastbil.

DAF, förkortning för Van Doorne's Automobielfabriek, ursprungligen Van Doorne's Aanhangwagenfabriek, är en nederländsk buss- och lastbilstillverkare samt tidigare även personbilstillverkare. DAF Trucks ingår idag i Paccarkoncernen.

## Historik
Hub. van Doorne's Machinefabriek grundades 1928 av Huub van Doorne i Eindhoven, Nederländerna. År 1934 bytte fabriken namn till Van Doorne's Aanhangwagenfabriek (DAF), när produktionen av släpfordon blev den viktigaste verksamheten. Brodern Wim van Doorne blev delägare. År 1948 byggdes den första lastbilen och företagsnamnet byttes till Van Doorne's Automobielfabriek. Den första personbilen Daffodil visades upp 1958, med en steglös automatisk växellåda kallad Variomatic.
Med tillverkning av lastbilar kom även produktion av militärfordon, till exempel pansarbilen YP-408 som tjänstgjorde i FN-uppdrag i Libanon och dåvarande Jugoslavien. DAF fick stor uppmärksamhet 1963, när företaget presenterade lastbilen DAF 2600. Jämfört med den verkade alla befintliga lastbilsmodeller gammaldags. DAF utökade verksamheten med tillverkningen av busschassi 1966.
En nedgång för företaget kom under 1970-talet. År 1975 sålde DAF sin personbilsdivision till AB Volvo. DAF köpte Leyland 1987 och fick en ny hemmamarknad och en stor produktionskapacitet för sitt nya modellprogram. Men lastbilsförsäljningen minskade kraftigt i början av 1990-talet och DAF gick i konkurs. Busstillverkningen såldes till VDL Groep. Avdelningen för militärfordon blev ett självständigt företag. Lastbilstillverkningen fortsatte i ett nytt bolag, som 1997 köptes upp av Paccar.
I Eindhoven i Nederländerna finns DAF museum, där besökare får ta del av DAF:s historia. I museet finns fordon från 1938 och framåt.

## Lastbilstillverkningen
DAF tillverkade sin första lastbil 1949, modellen hette A30. Den nya tillverkningen gjorde att man bytte namn till Van Doorne's Automobielfabriek. Busschassitillverkning sågs som en logisk utökning av aktiviteterna. 
De fyras klubb var ett samarbete mellan DAF och Volvo (Volvo Lastvagnar), tyska Klöckner-Humboldt-Deutz (Magirus) samt franska Saviem (Renault). Det var ett av de första stora kooperationerna inom den europeiska fordonsindustrin och startade 1971. Under många år hade man ett samarbete med British Leyland. 
År 1987 gick företaget samman med Leyland Trucks, som då var Rovers (tidigare British Leyland) lastbilsdivision. År 1988 utmärktes DAF 95 som Årets Truck i Europa. Företaget gick i konkurs 1993, men produktionen fortsatte i ett nytt bolag som 1997 köptes upp av Paccar. År 1998 fick DAF 95XF utmärkelsen som Årets Truck. Efterträdaren DAF XF105 fick priset 2007.
DAF tillverkar lastbilar i tre olika storlekar: LF (årets truck 2001), CF och den stora XF. Motorer (som klarade Euro-V-normen som första lastbilsmotor) levereras också till busstillverkare (som VDL). Hyttar tillverkas i Westerlo, Belgien även för Renault Foden, Leyland Motors (CF) och Ginaf (XF).

### Bilder

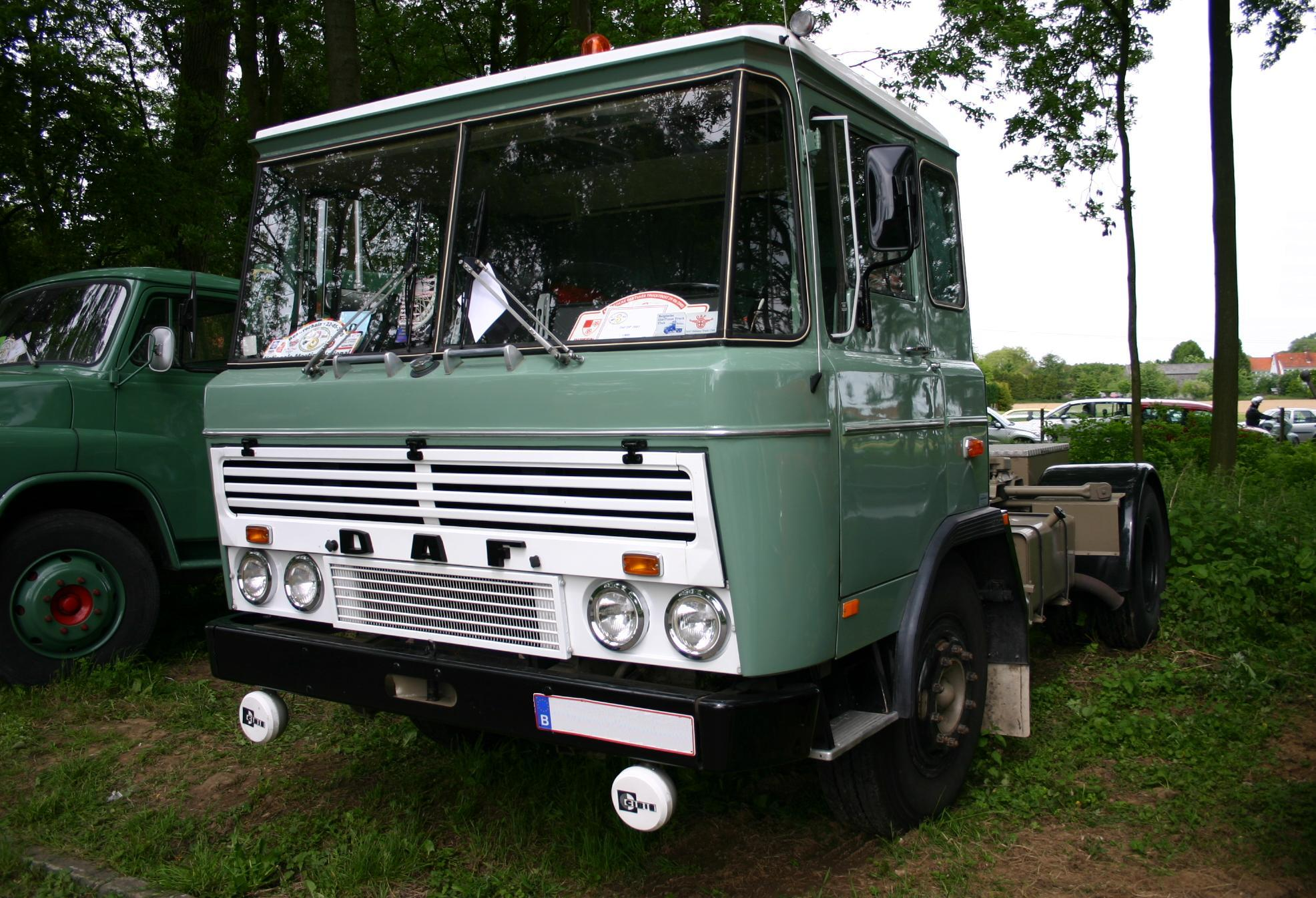
DAF
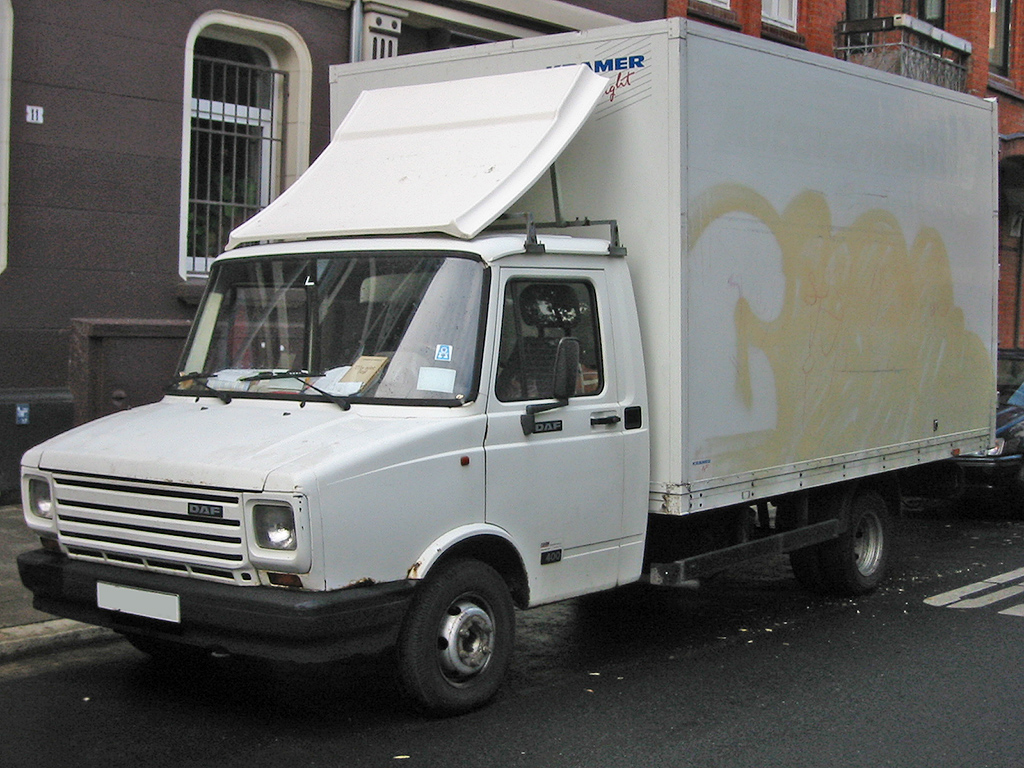
DAF
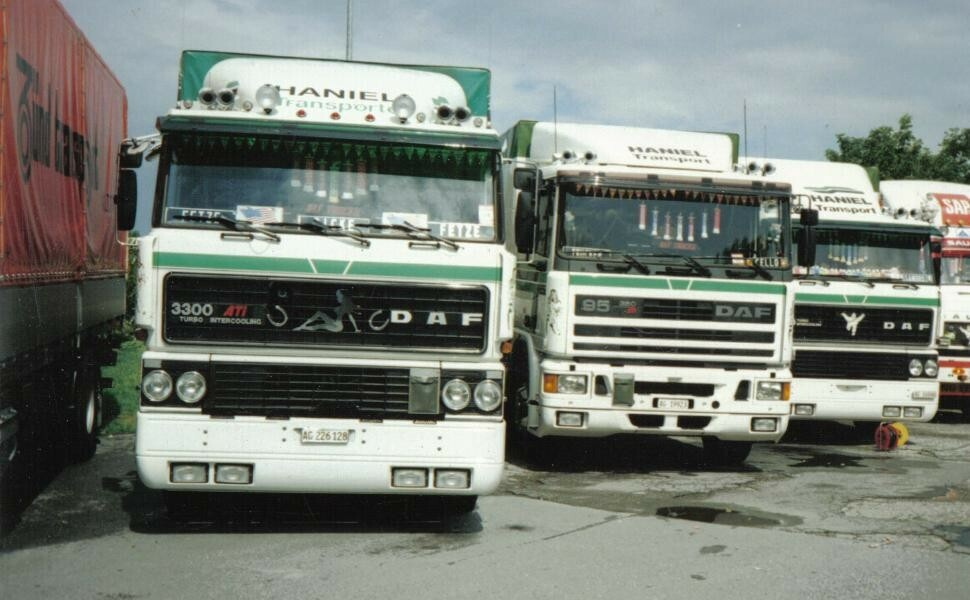
DAF 3300 och DAF 95
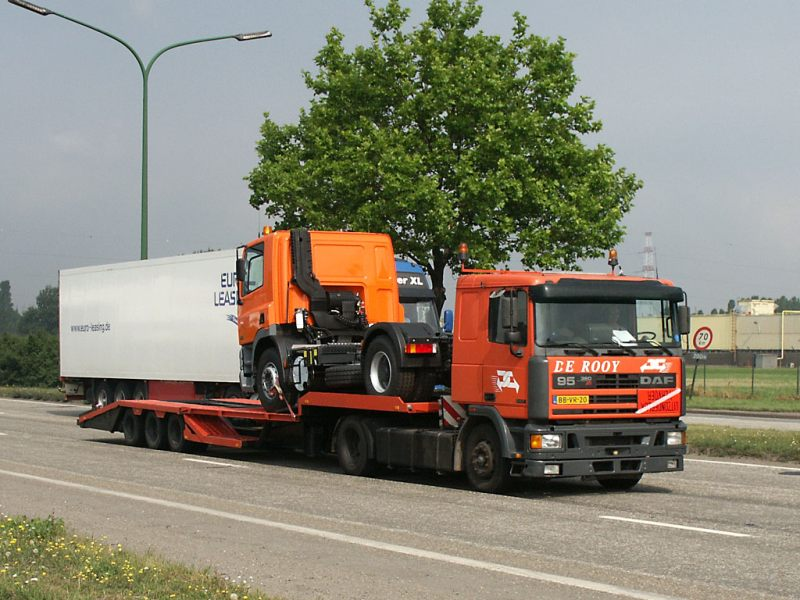
DAF 95
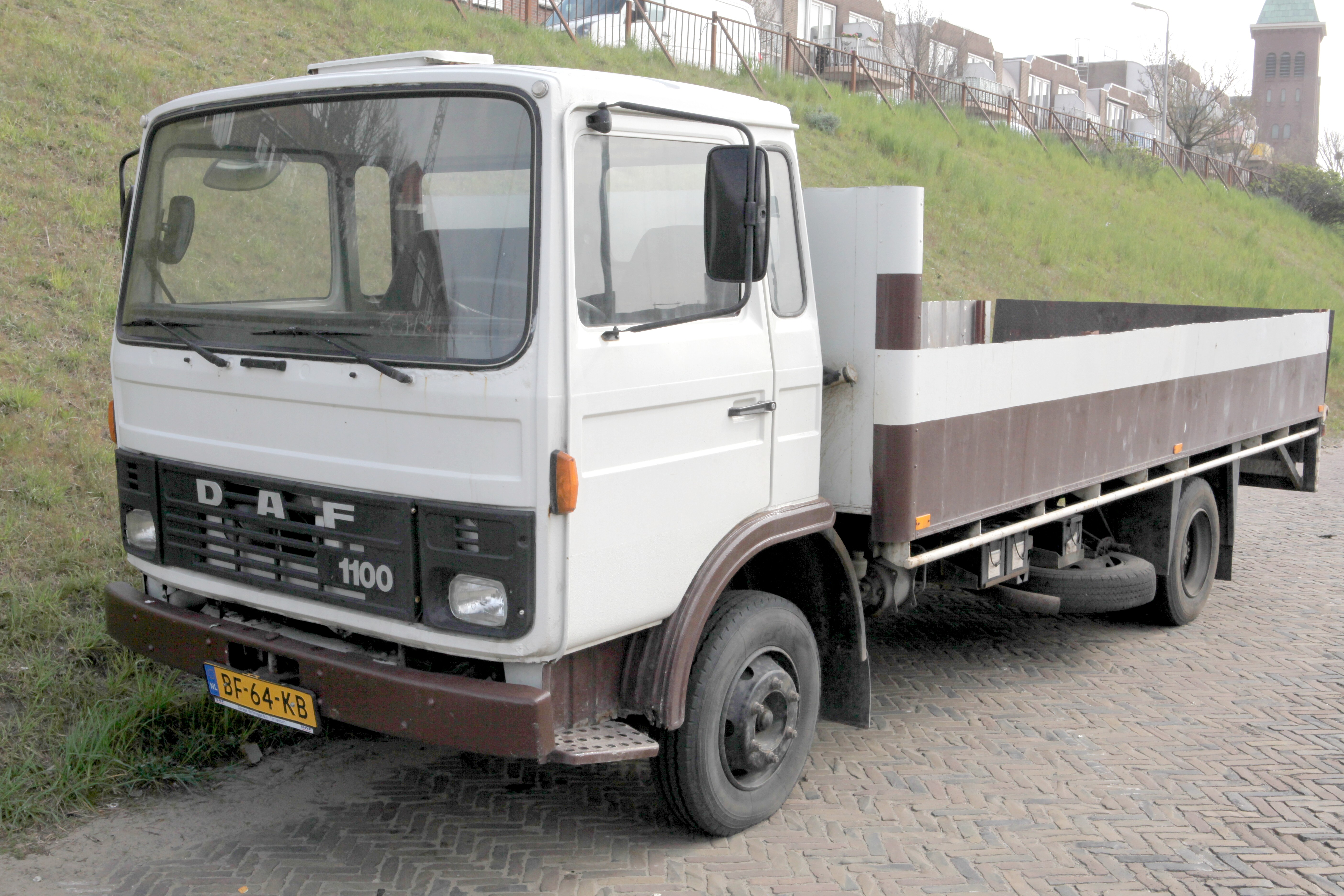
DAF 1100

## Busstillverkningen

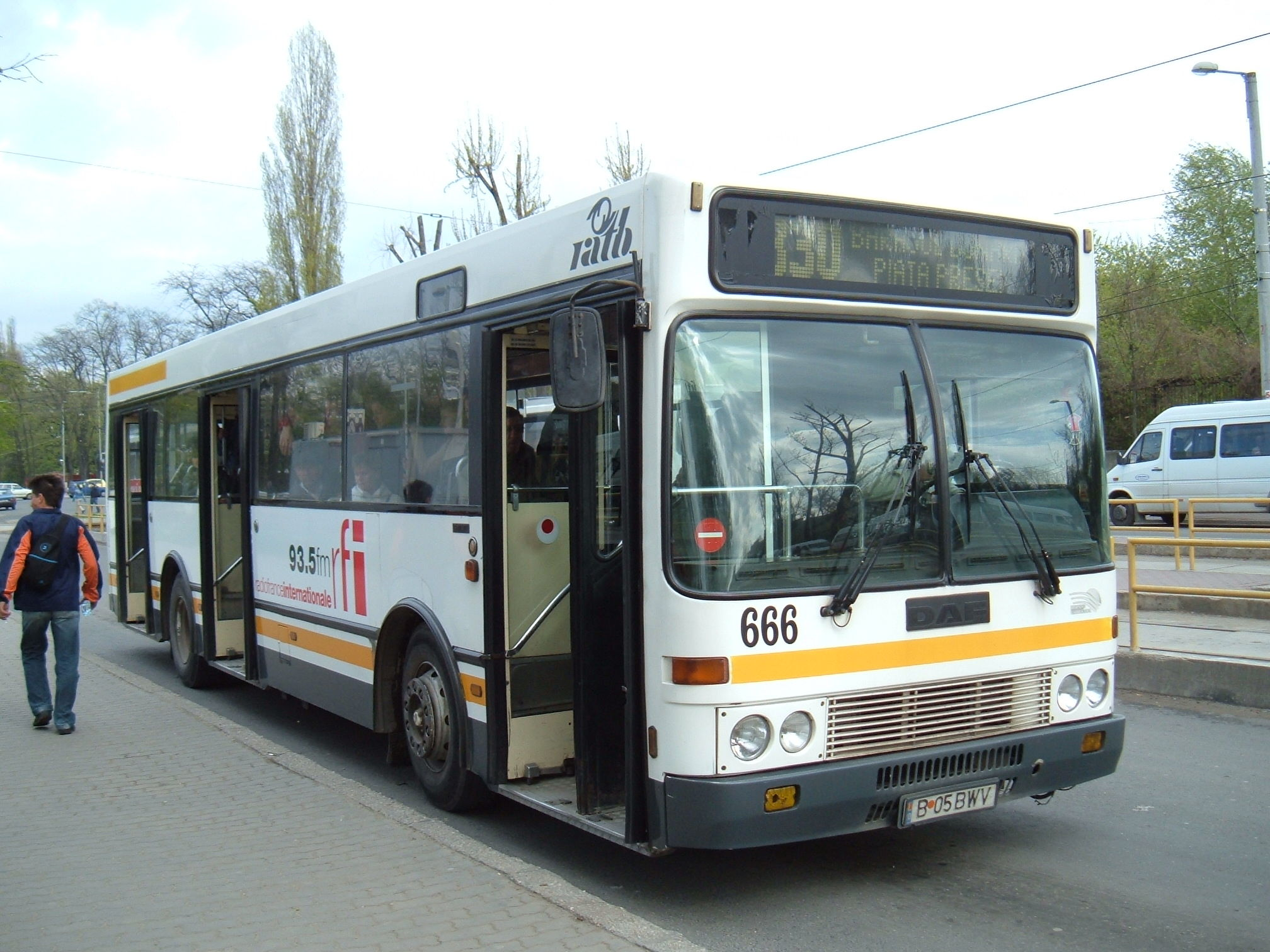
DAF-buss.

DAF ingår numera i VDL Groep och tillverkar endast busschassin samt bussmotorer till en del andra tillverkares helbyggda bussar.

## Personbilstillverkningen

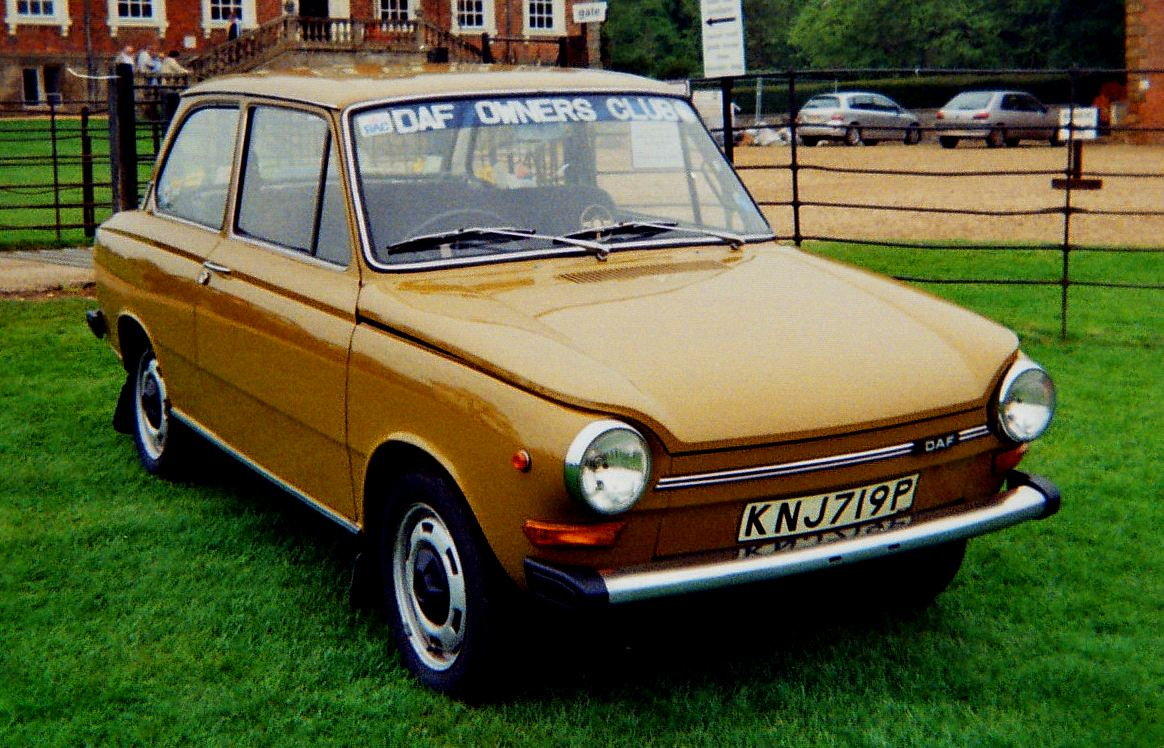
DAF 44.

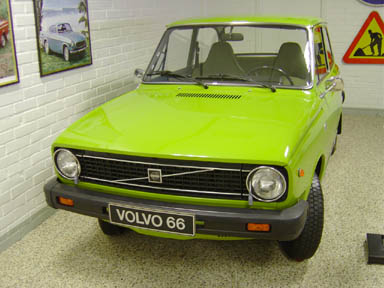
DAF 66 blev Volvo 66 men skillnaderna är små och återfinns framförallt i den Volvo-anpassade grillen.

DAF tillverkade från 1958 småbilar som var framgångsrika under 1960-talet. En steglös automatisk växellåda kallad Variomatic karakteriserade personbilsprogrammet. Karosserna designades bland annat av italienaren Giovanni Michelotti. 
Personbilstillverkningen såldes till Volvo 1975. DAF 66 blev efter lättare modifiering omdöpt till Volvo 66. 1976 presenterades Volvo 343, som ursprungligen var tänkt att bli DAF 77, och denna modell fortsatte sedan att tillverkas och vidareutvecklas av Volvo. I samma anläggning tillverkades Smart Forfour och Mitsubishi Colt efter att Volvo flyttade produktionen av S40 och V50 till Gent, Belgien.
Bilen Tjorven är också baserad på DAF-teknik, bland annat Variomatic, och de mekaniska delarna hämtades från DAF 44. 
Variomatic utvecklades vidare i ett dotterbolag Van Doorne's Transmissie (VDT) till CVT. Fiat Panda, Ford Fiesta, Subaru Justy, Suzuki Alto och Nissan Micra fick en ECVT-version. VDT såldes till Bosch under 1990-talet. Audis multitronic är det hittills sista steget i utvecklingen.

## Tillverkning

### Personbilar
- DAF Daffodil
- DAF 600
- DAF 750
- DAF 30
- DAF 31
- DAF 32
- DAF 33
- DAF 44
- DAF 46
- DAF 55
- DAF 66

### Lastbilar
- DAF LF
- DAF CF
- DAF 95XF
- DAF XF95
- DAF XF105
- DAF 2300
- DAF 2800
- DAF 3300
- DAF 45
- DAF 55
- DAF 65
- DAF 75
- DAF 85
- DAF 95
- DAF 85CF
- DAF 75CF
- DAF 65CF
- DAF CF65
- DAF CF75
- DAF CF85
- DAF XF